# Международная марксистская группа (Великобритания)
Международная марксистская группа, ММГ (англ. International Marxist Group, IMG) — троцкистская организация в Великобритании, официальная секция Четвёртого интернационала в 1969—1982 годах.

## Создание Международной группы
ММГ образовалась из Международной группы (МГ, International Group) — организации, симпатизировавшей Четвертому интернационалу. Её основатели Пэт Джордан и Кен Коатс порвали с Компартией Великобритании и вышли из её ячейки в Ноттингеме в 1956 году. Они присоединились к Революционной социалистической лиге (РСЛ). Пэт Джордан стал организационным секретарем РСЛ. Тогда же, в конце 1950-х годов, Джордан с товарищами вышли из Лиги и создали Интернационалистскую группу (ИГ, Internationalist Group), которая так же, как и РСЛ, поддерживала связи с Четвертым интернационалом.
После воссоединения Четвертого интернационала в 1963 году, его Объединённый секретариат советовал РСЛ и ИГ объединиться. На состоявшейся при участии Пьера Франка и Джимми Дина объединительной конференции в сентябре 1964 года большинство голосов было отдано за объединение двух организаций. Однако представитель РСЛ Питер Тааф заявил о демонстративном уходе с конференции Ливерпульской делегации. Вскоре активисты ИГ приступили к формированию новой организации — Международной группы. В создании МГ принимало участие несколько бывших членов Социалистической трудовой лиги, отказавшейся от воссоединения с большинством Четвертого интернационала в 1963 году. На международном конгрессе Четвертого интернационала в 1965 году РСЛ была признана как симпатизирующая организация, что приравняло её статус к статусу МГ. Из слов Питера Таафа по этому поводу: «Мы решили, что уже пришло время отвернуться от этой организации» («We decided that the time had arrived when we must turn our backs on this organisation»). РСЛ покинула Четвертый интернационал, и с этого времени стала известна, как тенденция «Милитант».
Тогда организация занялась энтризмом в Лейбористскую партию (ЛП) и подняла вопрос о солидарности с Вьетнамом на конференции ЛП 1965 года. Группа издавала бюллетень, известный как «The Week». В работе бюллетеня принимали участие самые разные люди, включая известного философа Бертрана Рассела. В 1968 году организация приняла название Международной марксистской группы.

## Международная марксистская группа

### 1968—1970: «The Black Dwarf»
В 1968 году был запущен журнал «International», с которым был объединен «The Week». Редактором журнала стал секретарь ММГ Пэт Джордан. Кроме того, в мае 1968 года под редакцией только что присоединившегося к ММГ Тарика Али началось издание газеты «The Black Dwarf». В редакции гезеты состояло несколько членов группы, а также люди, не входящие в неё. Демократичность издания привлекала к группе самый широкий круг контактов. В число сторонников группы входил Джон Леннон.
Когда большая часть активистов ММГ состояла в ЛП, «International» выступил против тактики «глубокого энтризма» («deep entrism») (тактики проникновения в крупные политические силы):

«„The Week“ был учрежден в ожидании, что в Лейбористской партии возникнет массовая левая, как только лейбористы окажутся у власти. Главная функция журнала — это функция организатора и координатора. но это будет производная от основной функции „International“: создание крепкого марксистского ядра в рабочем движении».
Эта кампания была сфокусирована на широких инициативах, таких как кампания солидарности с Вьетнамом, Трибунал Рассела, важную роль в котором играл член ММГ Эрни Тейт, Институт рабочего контроля и Революционный социалистический студенческий фронт, ключевыми активистами которого были Петер Гоувэн (Peter Gowan) и Мюррей Смит (Murray Smith ). Агитационная работа «The Week» была перенесена в журналы «International» и «Socialist Woman», выходивший с 1969 по 1978 год. Группа приобрела общественную известность, когда Тарик Али был широко представлен в СМИ, как лидер протестов против войны во Вьетнаме.
После того, как в мае 1969 года ММГ была признана в качестве официальной британской секции Четвертого интернационала, «International» стал выходить как официальный орган ММГ. Группа сосредоточила свою деятельность на работе в студенческом движении и профсоюзах. Группа прекратила свою систематическую «энтристскую» работу в ЛП. Прекращение энтризма в ЛП привело к выходу из ММГ небольшого числа активистов, сформировавших Революционную коммунистическую лигу (РКЛ, Revolutionary Communist League) и продолжавших активную работу в ЛП. Лидером британской РКЛ был Эл Ричардсон.
ММГ была известна своим участием в международных кампаниях солидарности с Вьетнамом, Кубой, Чехословакией, Южной Африки, поддержкой социалистов, сталкивающихся с репрессиями во Франции, Боливии и Мексике. Поддержка осуществлялась в том числе посредством газеты «The Black Dwarf». Первомайский номер «International» вышел под заголовком «Перманентная революция достигла Соединенного Королевства» («Permanent Revolution Reaches UK») — группа поддерживала вооруженную борьбу против британских сил в Северной Ирландии. Кроме того, поддерживались африканские национально-освободительные движения и организации, в которых сильно было влияние коммунистов, — МПЛА в Анголе, ФРЕЛИМО в Мозамбике и АНК в ЮАР.
В начале 1970-х годов ММГ придерживалась антипарламентской тактики. Всеобщие выборы 1970 года группа использовала для ведения собственной политической агитации.

### 1970—1973: «Red Mole»
В 1970 году в редакционном совете «The Black Dwarf» произошёл раскол на ленинистов и антиленинистов. Тогда была учреждена новая газета «Red Mole». Тарик Али стал её редактором, а в редколлегии члены ММГ составили большинство. «Red Mole» являлась «революционной интернационалистской» газетой, на страницах которой был представлен самый широкий спектр левых взглядов и мнений. В частности, в 1971 году на её страницах появилось интервью с Джоном Ленноном, взятое у него Тариком Али и Робином Блэкборном. Многие деятели группы участвовали в издании «New Left Review» (NLR): Али, Блэкборн и Квентин Хор входили в состав редакции NLR с начала 1970-х годов и дальше.
Поскольку «Red Mole» использовался в качестве главного печатного органа ММГ, иногда возникали ошибки в отношении официальной позиции группы. Например, это касалось публикации в апреле 1970 года статьи Робина Блэкборна под названием «Let it bleed», в которой утверждалось, что марксисты должны нарушить ход кампаний лейбористов и тори на всеобщих выборах 1970 года. Секретарь группы Пэт Джордан ответил месяцем позже, объясняя, почему организация поддержала победу лейбористов на выборах. Основная политическая ориентация группы в тот момент была обобщена в книге Тарика Али «Наступление британской революции» («The Coming British Revolution», ISBN 0-224-00630-4).
В сентябре 1970 года несколько активистов организации выступило в поддержку газеты. Джордановское руководство уступило дорогу новым людям, таким как Джон Росс, который считал, что усиление классовой борьбы может привести к предреволюционной ситуации в Британии. В августе 1972 года ММГ официально взяла газету под свой контроль.

### 1973—1977: «Red Weekly»
В мае 1973 года вместо «Red Mole» было запущено другое издание — «Red Weekly». В редакцию журнала «International» в то время входили многие лидеры ММГ, такие как Тарик Али, Патрик Камилье (Patrick Camiller), Энн Клэфферт (Ann Clafferty), Гас Фэгэн (Gus Fagan), Петер Гоуэн (Peter Gowan), Квинтин Хоар (Quintin Hoare), Мишель Ли (Michelle Lee), Боб Пеннинтон (Bob Pennington), Джон Росс, Тони Вэлан (Tony Whelan) и Джудит Вайт (Judith White).
В целом, в 1970-е годы деятельность организации отличалась нестабильностью, существованием конкурирующих фракций и течений. Руководство ММГ включало в себя Джона Росса, Брайана Грогана, Боба Пеннигтона, Брайана Херона (Brian Heron) и других. Заметное внутри организации меньшинство составляли Пэт Джордан, Тарик Али, Фил Хирс и многие другие участники редколлегии «New Left Review». Небольшое течение составляли сторонники американской Социалистической рабочей партии. существовали и другие течения. Объединённый секретариат подготовил тезисы о ситуации в Британии и задачах ММГ в 1973 и 1976 годах. В 1974 году группа начала издавать «South Asia Marxist Review».
Группа привлекла общественное внимание в 1974 году во время открытого судебного разбирательства лорда Скармана в насильственных беспорядках, известных как «беспорядки на Ред-Лайон-сквер» («Red Lion Square disorders»), и приведших к гибели студента-математика Кэвина Гэйтли (Kevin Gately) из Университета Уорик. Тогда, 15 июня 1974 года, неонацисты из Национального фронта решила провести митинг на Ред-Лайон-сквер. Против них была организована контрдемонстрация, участие в которой приняли Международная марксистская группа, Коммунистическая партия Англии (марксистско-ленинская), организация «Международные социалисты» (известные затем как британская Социалистическая рабочая партия). Контрдемонстрация собралась на Имбэнкмент и прошла без инцидентов до площади, где было решено провести митинг. Однако на площади началась стычка между полицейскими и участниками шествия. Скарман утверждал, что ММГ спровоцировала нападение на полицию, охранявшую Конвэй-Холл, с целью достичь митинга Национального фронта.
Согласно BBC, ММГ была единственной социалистической группой, игравшей важную роль в сквоттерском движении.
Тем временем к 1976 году завершилась дискуссия по Латинской Америке. Дикуссия разворачивалась между Международной тенденцией большинства (МТБ) во главе с Эрнестом Манделем, Пьером Франком и Ливио Майтаном и Ленинистско-троцкистской фракцией (ЛТФ), основу которой составляла американская Социалистическая рабочая партия. В британской секции Интернационала также существовали сторонники как одной, так и другой фракции. Несмотря на достигнутое между МТБ и ЛТФ, разница в подходах отражалась и дальше на деятельности ММГ и её организации-преемнике — Социалистической лиге.
Такая активная внутренняя жизнь организации не мешала при этом её росту из числа студентов и рабочих. В 1977 году команда в руководстве ММГ вокруг Тарика Али начала подготовку к созданию газеты «Socialist Challenge». В это же время журналы «International» и «Socialist Woman» стали выходить как ежеквартальные. Численность Международной марксистской группы на коне 1970-х годов составляла порядка 1 000 человек.
В конце 1970-х в ММГ влилась группа «Марксистский рабочий» (ГМР, «Marxist Worker»). ГМР образовалась в 1976 году в результате откола болтонской и виганской ячеек организации «Рабочая борьба» («Workers' Fight»), действовавшей внутри «Международных социалистов» в качестве фракции.

### 1977—1982: «Socialist Challenge»
В июне 1977 года «Socialist Challenge» сменил «Red Weekly» в качестве основного издания группы. Тогда были подняты два лозунга: «строительство социалистической оппозиции» и «за единую революционную организацию». Что касается первого лозунга («строительство социалистической оппозиции»), то новое руководство ММГ было вдохновлено успехами во Франции, где троцкисты из Революционной коммунистической лиги и «Рабочей борьбы» составили единый список на выборах. Была начата кампания за создание аналогичного единого избирательного списка в Британии. Отчасти это делалось в пику растущему Национальному фронту.
Перед британскими всеобщими выборами 1979 года была учреждена коалиция «Социалистическое единство» (СЕ, «Socialist Unity»). ММГ пыталась привлечь к участию в коалиции Социалистическую рабочую партию, но та отказалась. Единственной организацией, решившей присоединиться к СЕ, была либертарно-марксистская группа «Большое пламя». СЕ выставило 10 кандидатов. На одном из избирательных участков, — на окраине Западного Лондона, в Саутхолле, — выставлялась кандидатура Тарика Али.
Второй лозунг — «за единую революционную организацию» — отражал подход, исповедуемый самыми разными троцкистскими группами. А именно: что все ультралевые силы должны быть собраны в одной организации. Группа предложила объединение СРП, сделавшей десятью годами ранее подобное предложение ММГ, которое было тогда отвергнуто. СРП дала отрицательный ответ на новое предложение.
Примерно в это же время группа публикует несколько номеров журнала, носитвшего название «Black Liberation and Socialism». В 1980 году кампания Тони Бенна вызвала увеличение внимания группы на ЛП. Это было развитие т. н. «комбинационной тактики» («combination tactic»), поддерживавшей существование фракций в рамках ЛП. В 1981 году молодёжная организация ММГ «Революционная молодёжь» (РМ, «Revolution Youth») начала издавать журнал «Revolution». Тогда же РМ начала энтризм в организацию «Молодые социалисты Лейбористской партии».
В 1982 году большинство ММГ приняло решение энтрироваться в ЛП, и она поменяла название на Социалистическую лигу (СЛ). Вместо «Socialist Challenge» внутри ЛП началось издание газеты «Socialist Action».